# Cimòtoe
Cimòtoe (en grec antic Κυμοθόη) va ser segons la mitologia grega, una de les cinquanta Nereides, filla de Nereu, un déu marí fill de Pontos, i de Doris, una nimfa filla d'Oceà i de Tetis. És una de les dotze nimfes que mencionen els quatre autors que ens han deixat llistes sobre elles, Homer, Hesíode, Apol·lodor i Gai Juli Higí.
Homer diu que va ser una de les trenta-dues nereides que van pujar des del fons de l'oceà per arribar a les platges de Troia i plorar, juntament amb Tetis la futura mort d'Aquil·les